# Francesco Maria Castelli
Francesco Maria Castelli, B. (19. března 1752 Sant'Anastasia – 18. září 1771 Sant'Anastasia) byl italský šlechtic, řeholník a barnabita.

## Život
Narodil se 19. března 1752 v obci Sant'Anastasia v Kampánii jako syn markýze Giuseppe Castelliho a hraběnky Benedetty Allard. Pokřtěn byl o dva dny později se jménem: Francesco Maria Giuseppe Ermenegildo Simone Giovanni.
Získal dobré vzdělání a postupem času prohluboval svůj duchovní život. Měl ve velké úctě Pannu Marii, kterou nazýval Madonou čistoty. Poblíž rodné obce v Zazzaře se seznámil s novici Barnabitů a obdivoval jejich řeholní život. V listopadu 1766 vstoupil na barnabitskou kolej San Carlo alle Mortelle v Neapoli. Po dokončení studia byl v březnu 1770 přijat do noviciátu. Byl horlivým řeholníkem, za což  byl obdivován představenými, kteří ho nazývali „malým andělem“. Často se modlil před obrazem Panny Marie, který si přinesl z domova.
Dne 1. května 1771 složil řeholní sliby a o týden později onemocněl tuberkulózou. Svou nemoc považoval za znamení, že není hoden přijmout kněžství. V září byl požádán, aby odešel domů. Zemřel 18. září 1771 o půlnoci s upřeným pohledem na obraz Panny Marie. Pohřben byl v rodné obci. Následující rok bylo tělo přeneseno do neapolského kostela San Carlo alle Mortelle a roku 1882 do kostela Santa Maria di Caravaggio, kde je pohřben také jeho učitel a světec Francesco Saverio Maria Bianchi.

## Proces svatořečení
Proces byl zahájen roku 1776 po vydání životopisu sepsaného jeho učitelem Francescem Saveriem Bianchim. Dne 20. prosince 1883 byla započata římská fáze s udělením titulu Ctihodný.